# Photoshop Elements
Adobe Photoshop Elements — растровий графічний редактор для фотографів-початківців, графічних дизайнерів та й загалом людей, що цікавляться обробкою фотографій. Програма містить у собі більшість можливостей її професійної версії Adobe Photoshop, але з дещо меншими і простішими опціями. Програма дозволяє створювати, редагувати, організовувати, та ділитися зображеннями. Вона є спадкоємцем Photoshop LE (Limited Edition).
Анонсована разом із Adobe Photoshop версії 6, Photoshop Elements націлена на фотографів-ентузіастів, тому їй не вистачає багатьох рис і можливостей, які б зробили її корисною для використання у комерційних цілях. Наприклад, вона не може експортувати файли у режимі кольору CMYK, підтримуючи простішу систему кольорів, і не включає м'яку екранну пробу кольору (soft-proofing). Також має лише обмежений набір плагінів, натомість має декілька функцій розрахованих на непрофесіоналів як от видалення ефекту червоних очей, зміна тону шкіри. Прикладом перероблених функцій є діалогове вікно коригування відхилень. Деякі версії можуть працювати з PDF. Також програма не підтримує комбінації гарячих клавіш, доданих з Mac.
Версії 13 і вище більше не підтримують Windows XP.

## Версії
| Версія         | Для Windows | Для MacOs | Відповідна версія Photohop |
| -------------- | ----------- | --------- | -------------------------- |
| Photoshop 4 LE | 1996        | 1996      | N/A                        |
| Photoshop 5 LE | 1999        | 1999      | 5.5                        |
| 1              | 2001        | 2001      | 6.0                        |
| 2              | 2002        | 2002      | 7.0                        |
| 3              | 2004        | 2004      | CS                         |
| 4              | 2005        | 2005      | CS2                        |
| 5              | 2006        | ?         | N/A                        |
| 6              | 2007        | 2007      | CS3                        |
| 7              | 2008        | ?         | CS4                        |
| 8              | 2009        | 2009      | N/A                        |
| 9              | 2010        | 2010      | CS5                        |
| 10             | 2011        | 2011      | N/A                        |
| 11             | 2012        | 2012      | CS6                        |
| 12             | 2013        | 2013      | N/A                        |
| 13             | 2014        | 2014      | N/A                        |
| 14             | 2015        | 2015      | N/A                        |
| 15             | 2016        | 2016      | N/A                        |
| 2018           | 2017        | 2017      | N/A                        |